# Шведские фрикадельки
Шведские фрикадельки, шведские тефтели, чёттбуллар, искажённо коттбуллар (швед. köttbullar) — жареные фрикадельки, традиционное мясное блюдо шведской кухни. Обычно подаются с картофелем, сливочным соусом и брусникой. Пользуются особой популярностью у детей. Шведские фрикадельки, как и любые другие, изготавливаются из мясного фарша с добавлением яйца, панировочной муки, молока или сливок и мелкорубленого обжаренного репчатого лука.
Считается, что это блюдо в Швецию привёз Карл XII из Османской империи. В Турции, Азербайджане и Армении это блюдо очень популярно и называется кюфта (тур. köfte, азерб. küftə, арм.  քյուֆթա (kyuft’a)). Кюфта в разных вариациях популярна у многих народов, особенно на Балканах. Поскольку Финляндия в течение многих веков входила в состав Швеции, многие мясные блюда финской кухни являются в значительной степени результатом влияния шведской кухни; среди них — и шведские фрикадельки.
Мясные тефтели — самая любимая еда Карлсона, персонажа детской сказки Астрид Линдгрен.